# Houry
Houry település Franciaországban, Aisne megyében. Lakosainak száma 58 fő (2022. január 1.). Houry Gronard, Lugny, Prisces, Rogny és Saint-Gobert községekkel határos.

## Népesség
A település népességének változása:
| Lakosok száma | 69   | 49   | 57   | 62   | 50   | 48   | 53   | 56   | 57   | 58   |
|               | 1968 | 1982 | 1990 | 2006 | 2013 | 2015 | 2017 | 2019 | 2020 | 2022 |